# 잘만 킹

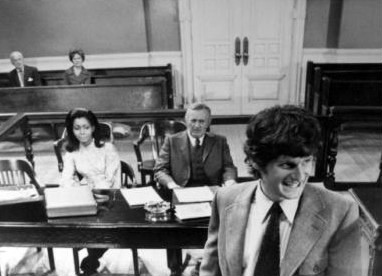

잘만 킹(Zalman King, 1942년 5월 23일 ~ 2012년 2월 3일)은 미국의 배우, 영화 감독, 각본가, 영화 프로듀서, 카메라 오퍼레이터, 텔레비전 배우, 영화배우, 제작자, 촬영 감독이다.
트렌턴에서 태어났으며 샌타모니카에서 사망하였다. 사인은 암이다.

## 영화
- 섹슈얼 어딕션 : 꽃잎에 느껴지는 쾌락과 통증 (2012년)
- 바디랭귀지 시즌2 (2010년)
- 아녜스 바르다의 해변 (2008년) - 본인 역
- 우먼 오브 나이트 (2000년)
- 서프라이더 (1998년)
- 레드 슈 다이어리 7: 버닝 업 (1997년)
- 성도착증 여자 (1996년)
- 비즈니스 플레져 (1996년)
- 델타 비너스 (1995년)
- 레이크 컨시퀀스: 위험한 관계 (1993년)
- 레드 슈 다이어리 3 (1993년)
- 레드 슈 다이어리 - TV 시리즈 (1992년)
- 레드 슈 다이어리 2 (1992년)
- 레드 슈 다이어리 (1992년)
- 와일드 오키드 2 (1992년)
- 와일드 오키드 (1990년)
- 와일드파이어 (1988년)
- 투 문 정션 (1988년)
- 씨에스타 (1987년)
- 나인 하프 위크 (1986년)
- 인데인저드 스피시즈 (1982년)
- 공포의 혹성 (1981년)
- 텔 미 어 리들 (1980년)
- 로디 (1980년)
- 블루 선샤인 (1978년)
- 유월절 음모 (1976년)
- 스트레인저 온 더 런 (1967년) - 라킨 역
- FBI (1965년)
- 딜론 보안관 (1955년)